# Rudolf Lunder
Rudolf Lunder, slovenski tiskar, * 1886, † 20. september 1908, Ljubljana.
Bil je strojnik v Narodni tiskarni in pevec, član delavskega pevskega društva Slavec v Ljubljani. Sodeloval je tudi pri Tiskarskem društvu za Kranjsko. 20. septembra 1908 je skupaj z Ivanom Adamičem na Pogačarjevem trgu v Ljubljani padel kot naključna žrtev nemškega vojaškega nasilja ob spopadih zaradi nestrpnosti med slovenskim in nemškim prebivalstvom.
Po njima je danes poimenovano Adamič-Lundrovo nabrežje Ljubljanice v Ljubljani.